# Sociaal-Economische Raad van de Regio
Een Sociaal-Economische Raad van de Regio, of kortweg SERR, is een overleg- en adviesorgaan van de verschillende Vlaamse sociale partners op streekniveau.

## Missie
De SERR adviseert de lokale en provinciale overheden en maakt als dusdanig integraal deel uit van het Regionaal Economisch Sociaal Overlegcomité (RESOC). Het doet dat op eigen initiatief met als doel de tewerkstellingsinitiatieven van de algemene sociaal-economische streekontwikkeling te behartigen en te bewaken. Daarnaast heeft de SERR specifieke aandacht voor de zogenaamde kansengroepen die via de 'Evenredige Arbeidsdeelname en Diversiteit' (EAD)-werking gepromoot worden. De belangrijkste taken waar de verschillende SERR's advies over formuleren zijn het concurrentieaspect tussen de reguliere en gesubsidieerde economie, project- of ondersteuningsaanvragen van ondernemingen die geen ondernemingsraad of syndicale delegatie hebben, de evaluatie van projecten in ondernemingen (o.a. diversiteitsplannen). Daarnaast speelt de SERR een bemiddelingsrol inzake klachten ten aanzien van opleidings- en tewerkstellingsinstellingen.

## Samenstelling
Een SERR is samengesteld uit 8 vertegenwoordigers van de lokale werknemersorganisaties (ABVV, ACV en ACLVB), 8 vertegenwoordigers van de werkgeversorganisaties (Voka, UniZO, Boerenbond en Verso). Die vertegenwoordigers worden aangesteld door de Sociaal-Economische Raad van Vlaanderen (SERV)

### Administratieve indeling
De geografische indeling van de SERR's komt grotendeels overeen met die van de administratieve arrondissementen. Uitzondering hierop vormt Limburg dat slechts één SERR organiseert binnen de provincie, 'Zuid-West-Vlaanderen' (1 SERR voor 3 arrondissementen), 'Meetjesland, Leie en Schelde' en 'Waas & Dender' (ieders 1 SERR voor 2 arrondissementen).
| SERR                              | Arrondissement(en)         |
| --------------------------------- | -------------------------- |
| SERR Westhoek                     | Diksmuide / Ieper / Veurne |
| SERR Oostende                     | Oostende                   |
| SERR Brugge                       | Brugge                     |
| SERR Midden-West-Vlaanderen       | Roeselare / Tielt          |
| SERR Zuid-West-Vlaanderen         | Kortrijk                   |
| SERR Gent                         | Gent                       |
| SERR Zuid-Oost-Vlaanderen         | Aalst / Oudenaarde         |
| SERR Meetjesland, Leie en Schelde | Eeklo                      |
| SERR Waas & Dender                | Dendermonde / Sint-Niklaas |
| SERR Leuven                       | Leuven                     |
| SERR Halle-Vilvoorde              | Halle-Vilvoorde            |
| SERR Antwerpen                    | Antwerpen                  |
| SERR Mechelen                     | Mechelen                   |
| SERR Kempen                       | Turnhout                   |
| SERR Limburg                      | Limburg                    |